# Cratere Ingrid
Ingrid  è un cratere sulla superficie di Venere.